# Rudolf Hermann Lotze

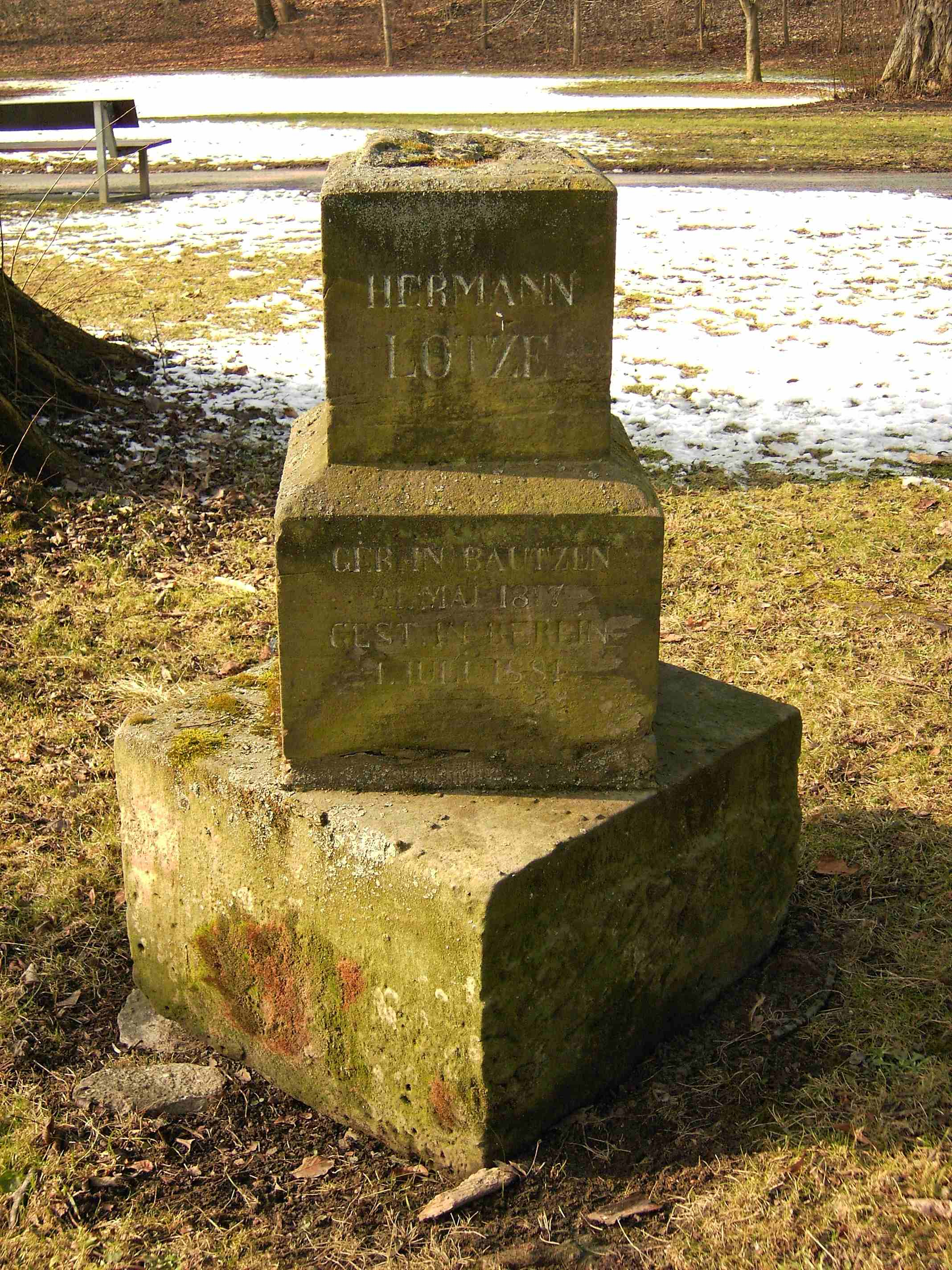
Lotzeho hrob v Göttingenu

Rudolf Hermann Lotze (21. května 1817, Budyšín (Bautzen) – 1. července 1881, Berlín) byl německý filosof, lékař a jeden ze zakladatelů vědecké psychologie.

## Život
Narodil se v rodině vojenského lékaře, vystudoval gymnázium v Žitavě (Zittau), kde později také krátce působil jako lékař. Studoval v Lipsku medicínu a filosofii, habilitoval se 1839 v medicíně a 1840 ve filosofii. Roku 1844 byl povolán na univerzitu v Göttingenu, kde napsal svoje hlavní díla. Roku 1880 byl povolán do Berlína, ale už následujícího roku zemřel.

## Myšlení
Lotze byl myslitel s velmi širokým obzorem a snažil se spojit přírodovědecké a filosofické zkoumání skutečnosti. Byl ovlivněn zejména G. W. Leibnizem, G. W. F. Hegelem a F. W. J. Schellingem. Věnoval se také poezii a přeložil Sofoklovu Antigonu do latiny. Ve studiu přírody byl zastáncem mechanického výkladu jevů a odmítal spekulativní filosofii přírody ("životní síla"), jak ji zavedl hlavně Schelling, zároveň však odmítal i materialismus. Kauzální výklad, zcela přiměřený pro neživou přírodu, nemůže vysvětlit jevy života a duše, může však nabídnout metodu zkoumání a pomoci při odhalování souvislostí. Naopak teleologické pojmy jako „účel“ a „řád“, bez nichž se naše myšlení neobejde, nemohou sloužit jako principy vědecké argumentace.
Ve snaze o celkové pochopení člověka Lotze hovoří o třech oblastech, o oblasti fakt, oblasti zákonů a oblasti hodnotových norem, jež jsou však odděleny jen v našem myšlení, nikoli ve skutečnosti. Ve svých přednáškách se věnoval široké oblasti logiky, filosofie, etiky a psychologie a ve svých spisech se je také snažil navzájem propojit. Naše myšlení je nutně ovlivněno jazykem, který určuje jeho formy, a přitom se předává bez přesných vymezení. Úkolem filosofie je zpřesňovat dílčí náhledy skutečnosti, jak je podávají jednotlivé vědy, a uvádět je do souladu a celku. Tento celek je dílem Stvořitele, který zaručuje jeho smysl a zároveň hodnotový řád, který mu vládne.

## Význam
Lotzeho spisy vznikaly v době, kdy se začaly bouřlivě rozvíjet jednotlivé vědy, kdy pohasla sláva idealistických „géniů“ a kdy ji nahradil požadavek vědecké střízlivosti a přesnosti. Filosofie tak stála před obtížnou otázkou svého vlastního poslání a Lotze byl první, kdo se ji pokusil řešit. Jakožto myslitel, který v německém prostředí ukončil období velké spekulativní filosofie po Kantovi a otevřel cestu ke střízlivějšímu a vědečtějšímu zkoumání (včetně novokantovství, mechanického materialismu, logického positivismu i fenomenologie), patřil Lotze až do první světové války k nejvlivnějším filosofům vůbec.
Mezi jeho žáky patřili v Německu Windelband a Frege, v Americe Josiah Royce, William James a George Santayana. Ještě ve 20. letech 20. století se jím zabývali lidé jako Russell, Cassirer nebo Heidegger.Jeho spisy vycházely v anglických i francouzských překladech a hluboce ovlivnily několik generací. Jakožto myslitel přechodné doby však byl potom rychle překonán a zapomenut, nicméně zůstaly otázky a pojmy, které do filosofie přinesl – například pojmy „platnost“ nebo „hodnota“. Teprve v poslední době se jeho myšlení těší obnovenému zájmu.

## Hlavní díla
- De futurae biologiae principiis philosophicis (O filosofických základech budoucí biologie, 1838)
- Obecná patologie a terapie jakožto mechanické přírodní vědy (1842)
- Medicinská psychologie čili fysiologie duše (1852)
- Mikrokosmus: myšlenky k přírodopisu a dějinám lidstva I.-III. (I. Tělo; II. Člověk; III. Dějiny, 1856-1864)
- Logika (I. O myšlení; II. O zkoumání; III. O poznání, 1874)
- Metafysika (Ontologie, Kosmologie, Psychologie, 1879)

Záznamy z přednášek:
- Základy psychologie (1881)
- Základy praktické filosofie (1882)
- Základy metafysiky (1883)
- Základy filosofie náboženství (1883)